# Justitieutskottet
Justitieutskottet (JuU) är ett utskott i Sveriges riksdag. Utskottet bereder ärenden som rör rättsväsendets olika myndigheter, bland annat domstolarna, åklagarväsendet, polisväsendet och kriminalvården samt ärenden som rör brottsbalken, rättegångsbalken och lagar som ersätter eller har nära samband med föreskrifter i dessa balkar.

## Lista över utskottets ordförande
| Namn | Namn                  | Ämbetsperiod | Politisk tillhörighet |
| ---- | --------------------- | ------------ | --------------------- |
|      | Bertil Lidgard        | 1977–1984    | Moderaterna           |
|      | Karin Ahrland         | 1985–1989    | Folkpartiet           |
|      | Britta Bjelle         | 1989–1994    | Folkpartiet           |
|      | Gun Hellsvik          | 1994–2001    | Moderaterna           |
|      | Fredrik Reinfeldt     | 2001–2002    | Moderaterna           |
|      | Johan Pehrson         | 2002–2006    | Folkpartiet           |
|      | Thomas Bodström       | 2006–2010    | Socialdemokraterna    |
|      | Morgan Johansson      | 2010–2011    | Socialdemokraterna    |
|      | Kerstin Haglö         | 2011         | Socialdemokraterna    |
|      | Morgan Johansson      | 2011–2014    | Socialdemokraterna    |
|      | Beatrice Ask          | 2014–2017    | Moderaterna           |
|      | Tomas Tobé            | 2017–2018    | Moderaterna           |
|      | Fredrik Lundh Sammeli | 2018–2022    | Socialdemokraterna    |
|      | Richard Jomshof       | 2022–2025    | Sverigedemokraterna   |
|      | Henrik Vinge          | 2025–        | Sverigedemokraterna   |

## Lista över utskottets vice ordförande
| Namn | Namn                 | Ämbetsperiod | Politisk tillhörighet |
| ---- | -------------------- | ------------ | --------------------- |
|      | Lars-Erik Lövdén     | 1986–1998    | Socialdemokraterna    |
|      | Ingvar Johnsson      | 1998–2002    | Socialdemokraterna    |
|      | Morgan Johansson     | 2002         | Socialdemokraterna    |
|      | Susanne Eberstein    | 2002–2004    | Socialdemokraterna    |
|      | Britta Lejon         | 2004–2006    | Socialdemokraterna    |
|      | Inger Davidsson      | 2006–2010    | Kristdemokraterna     |
|      | Johan Linander       | 2010–2014    | Centerpartiet         |
|      | Annika Hirvonen Falk | 2014–2015    | Miljöpartiet          |
|      | Mats Pertoft         | 2015–2016    | Miljöpartiet          |
|      | Annika Hirvonen Falk | 2016–2018    | Miljöpartiet          |
|      | Andreas Carlson      | 2018–2022    | Kristdemokraterna     |
|      | Petter Löberg        | 2022         | Socialdemokraterna    |
|      | Ardalan Shekarabi    | 2022–2024    | Socialdemokraterna    |
|      | Teresa Carvalho      | 2024–        | Socialdemokraterna    |